# Anna Twardosz
Anna Twardosz (* 12. April 2001 in Sucha Beskidzka) ist eine polnische Skispringerin.

## Werdegang
Twardosz gab ihr internationales Debüt im August 2014 bei einem Springen im FIS Cup im tschechischen Frenštát pod Radhoštěm. Am 7. Juli 2016 gewann sie einen Wettkampf des FIS-Carpath-Cup in Szczyrk. Drei Monate später wurde sie an selber Stelle polnische Sommermeisterin vor Kinga Rajda und Magdalena Pałasz. Bisher tritt Twardosz vor allem bei unterklassigen Wettbewerben an. Ihr Debüt im Continental Cup gab sie im August 2016 in Oberwiesenthal, wo sie als 43. die Punkteränge verpasste. Twardosz nahm an den Nordischen Junioren-Skiweltmeisterschaften 2017 in Park City und 2018 in Kandersteg teil. Bei den Einzelwettkämpfen belegte sie den 30. bzw. 35. Rang.
Im März 2018 wurde sie erneut polnische Meisterin. Zu Beginn der Saison 2018/2019 gab Twardosz ihr Debüt im Skisprung-Weltcup. Beim Wettkampf vom Lysgårdsbakken (HS98) in Lillehammer erreichte sie den 35. Platz. Bei den Nordischen Junioren-Skiweltmeisterschaften 2019 im finnischen Lahti belegte sie im Einzel Rang 29 und im Teamwettkampf den achten Platz.
Beim Teamsprungwettbewerb Mitte Januar 2021 in Ljubno belegte Twardosz gemeinsam mit Joanna Szwab, Kinga Rajda und Kamila Karpiel den achten Platz. Eine Woche später gewann sie beim Weltcup-Springen von der Hochfirstschanze in Titisee-Neustadt ihren ersten Weltcup-Punkt.
Vor dem Hintergrund des Förderprogramms des polnischen Skiverbandes, dass Springerinnen mit einem Body-Mass-Index von über 21 ausschloss, sprach Twardosz im Jahr 2022 öffentlich darüber, an Bulimie und Depressionen zu leiden.

## Erfolge

### Intercontinental-Cup-Siege im Einzel
| Nr. | Datum             | Ort      | Typ           |
| --- | ----------------- | -------- | ------------- |
| 01. | 14. Dezember 2024 | Notodden | Normalschanze |

## Statistik

### Weltcup-Platzierungen
| Saison  | Platz | Punkte |
| ------- | ----- | ------ |
| 2020/21 | 44.   | 008    |
| 2023/24 | 50.   | 008    |
| 2024/25 | 32.   | 080    |

### Grand-Prix-Platzierungen
| Saison | Platz | Punkte |
| ------ | ----- | ------ |
| 2023   | 36.   | 028    |
| 2024   | 27.   | 048    |

### Intercontinental-Cup-Platzierungen
| Saison  | Platz | Punkte |
| ------- | ----- | ------ |
| 2023/24 | 45.   | 042    |
| 2024/25 | 40.   | 165    |

### Continental-Cup-Platzierungen
| Saison  | Platz | Punkte |
| ------- | ----- | ------ |
| 2016/17 | 40.   | 023    |
| 2017/18 | 20.   | 098    |
| 2018/19 | 54.   | 021    |
| 2019/20 | 44.   | 075    |
| 2021/22 | 87.   | 002    |